# Foreste decidue della Corea centrale
Le foreste decidue della Corea centrale sono un'ecoregione dell'ecozona paleartica, definita dal WWF (codice ecoregione: PA0413), che comprende, come indica il nome, la parte centrale della penisola coreana.

## Territorio
Questa ecoregione comprende la maggior parte della penisola coreana, fatta eccezione per la cimosa costiera meridionale e la regione montuosa del nord. La Corea è una penisola montuosa che si protende verso sud/sud-est dalla parte nord-orientale della Cina. Le sue montagne non sono particolarmente alte, di rado superano i 1200 m, ma sono presenti su quasi tutto il territorio e, di conseguenza, il paesaggio è impervio e accidentato. La penisola coreana fa parte della regione monsonica dell'Asia orientale, e come tale è caratterizzata da abbondanti precipitazioni estive e da un clima caldo e umido. Le precipitazioni annue superano i 1000 mm sulla maggior parte della penisola, e due terzi delle precipitazioni cadono tra giugno e settembre. Durante l'inverno, le masse di aria provenienti dal continente asiatico portano con sé temperature fredde e condizioni di generale aridità, nonostante non siano del tutto sconosciute le nevicate. Primavera e autunno sono miti e di breve durata. Le temperature medie delle pianure costiere occidentali sono comprese tra i 22,5 e i 25 °C in luglio e tra i -5 e i - 2,5 °C in gennaio. La quantità delle precipitazioni tende a variare considerevolmente da un anno all'altro e le siccità non sono rare. Nonostante talvolta sulla penisola coreana si abbattano dei tifoni, essi non sono così frequenti come in Giappone, a Taiwan o lungo la costa orientale della Cina.

## Flora

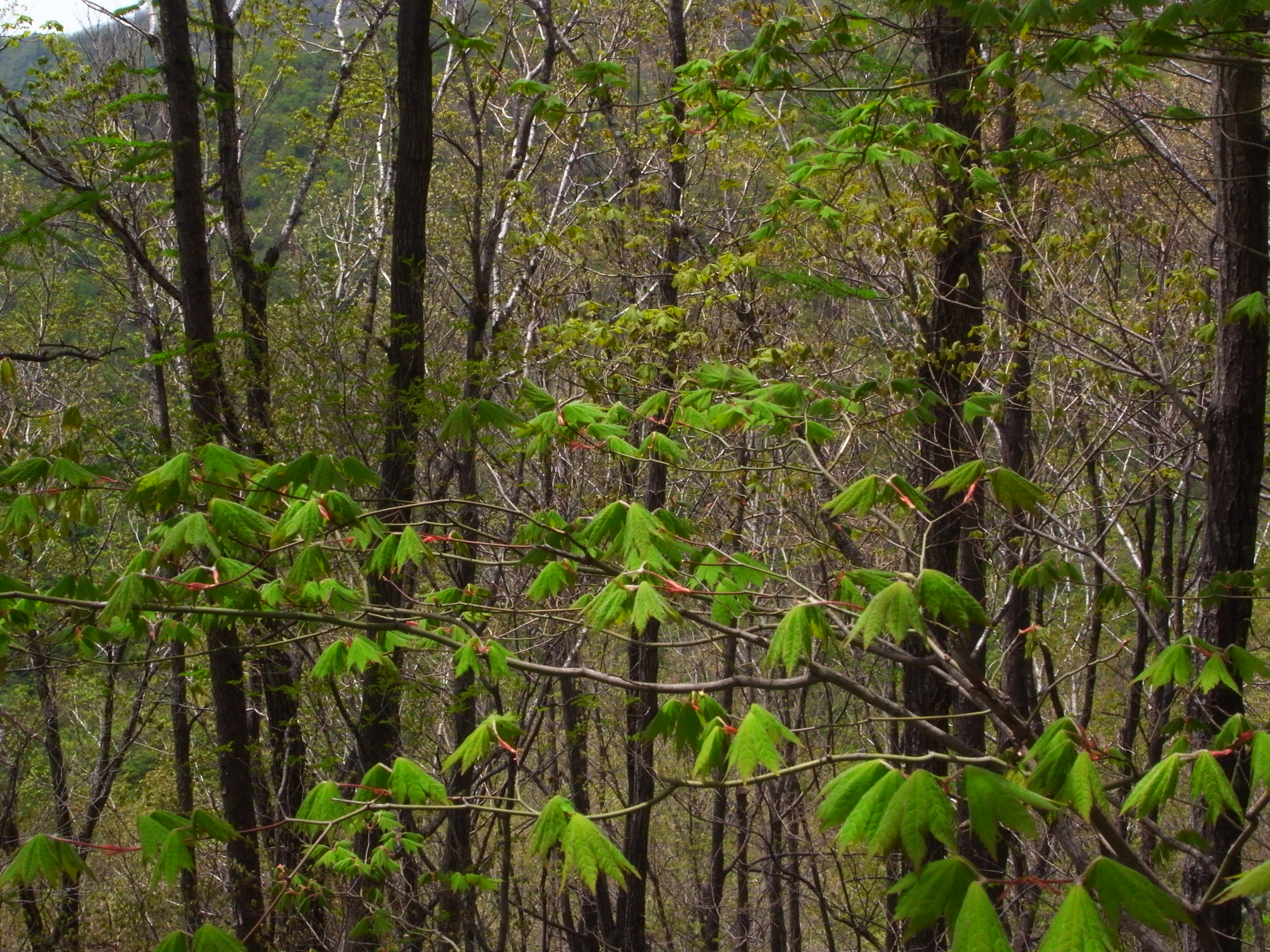
Aceri coreani nel Jirisan.

La vegetazione tipica di questa grande penisola situata a medie latitudini è costituita da una foresta mista la cui composizione varia da sud a nord. Come nelle foreste miste delle regioni nord-orientali del Nordamerica, le conifere sono presenti in località particolarmente fredde o che hanno subito recenti azioni di disturbo da parte dell'uomo. La regione meridionale, temperato-calda, di questa ecoregione comprende due specie di carpino (Carpinus tschonoskii e C. laxiflora). Altre specie caratteristiche della parte meridionale sono i pini (Pinus thunbergii), gli aceri (Acer formosum, A. palmatum), le querce (Quercus acutissima) e lo storace (Styrax spp.). Anche il bambù Phyllostachys spp. è caratteristico di questa fascia temperato-calda, ma è presente soprattutto in aree che sono state alterate dalla deforestazione o dalle attività agricole. La regione settentrionale, temperato-fredda, ospita foreste di querce (Quercus mongolica, Q. serrata) e di abeti (Abies holophylla). Altri alberi decidui tipici di questa zona sono Acer pictum, Betula spp., Carpinus spp., Celtis bungeana, Fraxinus chinensis, Juglans mandshurica, Maackia amurensis, Platycarya strobilacea, Prunus padus, Pyrus ussuriensis, Salix spp. e Ulmus spp.
Le regioni montuose centrali e meridionali dell'ecoregione ospitano alcune specie di alberi endemici come le conifere Thuja koraiensis e Abies koreana. Il ginseng coreano (Panax ginseng) in passato era comune nel sottobosco delle foreste di conifere di tutta la parte settentrionale della penisola coreana e della Manciuria, e forse anche delle regioni collinari di questa ecoregione. Negli ultimi decenni, tuttavia, questa pianta è notevolmente diminuita di numero a causa dell'industria del legname, degli incendi e della raccolta delle sue radici a scopo medicinale. Oggi P. ginseng è probabilmente scomparso sia nella Manciuria cinese che nella penisola coreana, ma sopravvive ancora nel sottobosco delle foreste del Territorio del Litorale nell'Estremo Oriente Russo.

## Fauna
La fauna delle regioni di pianura della penisola coreana presenta elementi in comune con quelle della Manciuria meridionale, della Cina centrale e del Giappone.
La casarca crestata (Tadorna cristata), ormai estinta, era presente in passato lungo la costa coreana. Nella penisola coreana sono presenti due specie di gru minacciate di estinzione. La gru della Manciuria (Grus japonensis), estremamente rara, trascorre l'inverno lungo i fiumi e nelle paludi, sia costiere che interne, e nidifica nelle paludi di acqua dolce maggiormente ricche di acqua. Sverna qui anche la gru nucabianca (G. vipio). Entrambe queste specie (più di 600 esemplari) nidificano ora nella zona demilitarizzata (DMZ) che separa la Corea del Nord dalla Corea del Sud. La DMZ costituisce un importantissimo punto di sosta durante la migrazione annuale di questi uccelli che giungono qui dai terreni di nidificazione in Cina nord-orientale e Russia sud-orientale. Una particolare sottospecie di picchio panciabianca (Dryocopus javensis richardsi) è originaria della Corea ed è stata designata come «Monumento Naturale n° 197». Dal momento che questa sottospecie preferisce nidificare nelle cavità dei vecchi alberi situati nel fitto delle foreste, è divenuta estremamente rara, man mano che le foreste priumarie in cui vive sono andate riducendosi. Altri uccelli dell'ecoregione sono la pitta fatata (Pitta nympha) e una particolare sottospecie di fagiano comune (Phasianus colchicus torquatus). Nella Corea del Sud, che comprende, oltre a questa, anche l'ecoregione delle foreste sempreverdi della Corea del Sud, sono state censite 379 specie di uccelli, di cui 114 che si riproducono qui. Gli altri sono specie erratiche, migratrici o visitatrici invernali.
Tra i mammiferi figurano l'orso dal collare, il wapiti, l'arvicola mandarina e altre specie paleartiche. I grandi mammiferi predatori come i lupi sono notevolmente ridotti di numero nel corso dei millenni a causa della caccia e dell'agricoltura intensiva. Predatori più piccoli come tassi, martore e donnole sopravvivono ancora nelle più remote aree forestali sulle colline.

## Popolazione
L'ecoregione delle foreste decidue della Corea centrale è stata storicamente e rimane tutt'oggi una delle aree più densamente popolate dell'Asia orientale. Le condizioni climatiche favorevoli, i suoli fertili delle pianure alluvionali e la ricca disponibilità di risorse forestali hanno favorito, fin dall'antichità, l'insediamento di numerose comunità agricole, che nel tempo hanno dato origine a una cultura rurale tra le più antiche e sofisticate della regione.
Oggi la popolazione si concentra soprattutto nelle grandi città, come Seul, Incheon e Daejeon in Corea del Sud e Pyongyang e Kaesong in Corea del Nord, oltre che in una costellazione di centri minori e villaggi sparsi nelle valli e nelle pianure. L'urbanizzazione è stata particolarmente intensa nel XX secolo, con la rapida crescita dei centri urbani e la conseguente espansione delle infrastrutture e delle attività industriali e agricole. Tuttavia, vaste zone di colline e montagne sono ancora scarsamente popolate, e in alcune aree remote permangono piccoli villaggi rurali dediti prevalentemente all'agricoltura tradizionale, alla silvicoltura e alla raccolta di prodotti forestali.
Le attività agricole (specialmente la coltivazione del riso nelle risaie di pianura, dei cereali, della soia e degli ortaggi), unite all'allevamento di bestiame e all'acquacoltura, rappresentano ancora oggi una componente essenziale dell'economia rurale. Nelle aree montuose, la coltivazione del ginseng ha rivestito a lungo un ruolo importante sia dal punto di vista economico che culturale. La silvicoltura e la raccolta di legname, funghi e piante medicinali (tra cui il pregiato Panax ginseng) costituiscono una risorsa significativa, anche se in parte ridotta rispetto al passato a causa dell'intensiva utilizzazione e della conversione delle foreste in aree coltivate o urbanizzate.
Le foreste decidue della Corea centrale hanno da sempre svolto un ruolo centrale nella cultura, nelle tradizioni religiose e nella vita quotidiana della popolazione coreana, fornendo legno da costruzione, combustibile, materiali per la carta e ingredienti per la cucina e la medicina tradizionale. Nel corso degli ultimi secoli, tuttavia, la pressione antropica – dovuta a crescita demografica, guerre, sviluppo agricolo e industriale – ha portato alla scomparsa di gran parte delle foreste originarie di pianura, sostituite da campi coltivati, risaie, piantagioni e aree urbane.
Oggi il patrimonio forestale è concentrato soprattutto nelle regioni montuose e collinari, dove sopravvivono lembi più o meno estesi di foresta secondaria o, raramente, residui di foresta primaria. La gestione sostenibile delle risorse forestali, la riforestazione e la tutela delle aree protette sono temi centrali nel dibattito ambientale e sociale della penisola, soprattutto alla luce delle sfide poste dall'urbanizzazione, dall'inquinamento e dai cambiamenti climatici.

## Conservazione
La maggior parte delle foreste di pianura della parte centrale della penisola coreana sono state convertite all'agricoltura. La caccia ha portato al declino dei lupi e delle casarche crestate, mentre la distruzione dell'habitat è la principale causa della diminuzione delle popolazioni di picchio panciabianca.